# グアテマラ地震 (1717年)
1717年グアテマラ地震（英語: 1717 Guatemala earthquake）は1717年9月29日、グアテマラ総督領を襲った地震。モーメント・マグニチュードは推計で7.4、メルカリ震度はおよそIX（破壊的）である。地震は当時中央アメリカ植民地の首都だったアンティグア・グアテマラの建築の多くを破壊した。多くの寺院や教会を含む3,000以上の建物が破壊された。地震の被害が大きくて当局が首都を自然災害の影響をより受けにくい集落に移転することを検討したほどだった。
その後も1773年グアテマラ地震など地震が続いたため、アンティグア・グアテマラは合計で3回移転された。1776年、スペイン当局はようやくより安全な場所への遷都を命じ、現グアテマラ首都のグアテマラシティの場所にあたるバジェ・デ・ラ・エルミタ（Valle de la Ermita）への遷都を決定した。